# Eugen Teodorovici
Eugen Orlando Teodorovici (n. 12 august 1971, București, România) este un politician român, senator de Buzău (2012–2016) și Tulcea (2016–2020) din partea Partidului Social Democrat (PSD). A fost ministru al fondurilor europene și apoi al finanțelor publice în Guvernul Victor Ponta. A fost ministru al finanțelor publice în Guvernul Viorica Dăncilă.

## Copilăria și studiile
După ce a absolvit Colegiul Național ”Spiru Haret”, Eugen Teodorovici s-a înscris la Facultatea de Comerț din cadrul Academiei de Studii Economice, pe care a absolvit-o în anul 1997. Nu a început un master imediat, ci mult mai târziu, terminându-l în 2006, la Școala Națională de Studii Politice și Administrative, Departamentul pentru Relații Internaționale și Integrare Europeană.
https://mfe.gov.ro/wp-content/uploads/2019/04/7b003d651db36e378c27bae3eb7bdc70.pdf Arhivat în 24 iunie 2020, la Wayback Machine.

## Cariera profesională
Cariera sa profesională s-a desfășurat exclusiv în domeniul bugetar, în cadrul administrației centrale. Eugen Teodorovici și-a început cariera profesională ca referent în cadrul Direcției Generale de Management, Marketing, Prognoză și Resurse Umane din Ministerul Transporturilor (MT), unde rămâne vreme de șase ani. În 1997 devine expert în Direcția Generală de Integrare Europeană (MT), iar în 1999 se mută pe aceeași poziție, în Departamentul pentru Integrare Europeană, unde va fi director din iunie până în decembrie 1999.
La începutul anul 2000 este numit director al Departamentului pentru Afaceri Europene, din Ministerul Afacerilor Externe, iar din decembrie, vreme de patru ani, conduce Direcția de Coordonare a Programelor ISPA și SAPARD, din Ministerul de Finanțe. În această instituție rămâne până în 2009, unde ocupă pe rând funcția de director general al Autorității de Management pentru Fonduri de Coeziune, director general al Autorității de Management pentru Infrastructură, secretar de stat și director general al Autorității de Management ex ISPA. Din iunie 2009 și până în mai 2012, Eugen Teodorovici ocupă poziția de director al Autorității de Audit din cadrul Curții de Conturi a României. A doua jumătate a anului 2012 și-o desfășoară ca consilier de stat în cadrul Aparatului Propriu de Lucru al primului-ministru.
Din decembrie 2012 a fost ministrul al fondurilor europene în Guvernul condus de Victor Ponta și senator PSD de Buzău în Parlamentului României. Din martie 2015 până în noiembrie 2015 a fost Ministrul Finanțelor Publice în Guvernul României condus de Victor Ponta. Din 2016 până în 2020 a fost senator de Tulcea din partea Partidului Social Democrat (PSD). Din 2018 până în 2019 a fost ministru al finanțelor publice în Guvernul Viorica Dăncilă.
În anul 2021 a devinit auditor la Curtea de Conturi. După trei zile s-a retras.